# 마두몽소
마두몽소(인도네시아어: Madumongso) 또는 마두몽사(인도네시아어: Madumongsa)는 검은 찹쌀과 코코넛 밀크를 섞어 발효시킨 인도네시아의 간식으로 자와섬의 전통 간식이다.